# Lochan Fada (sjö i Storbritannien, lat 57,69, long -5,32)
Lochan Fada är en sjö i Storbritannien.   Den ligger i kommunen Highland och riksdelen Skottland, i den norra delen av landet, 800 km nordväst om huvudstaden London. Lochan Fada ligger 310 meter över havet. Arean är 3,1 kvadratkilometer. Omgivningarna runt Lochan Fada är i huvudsak ett öppet busklandskap. Den sträcker sig 3,5 kilometer i nord-sydlig riktning, och 5,0 kilometer i öst-västlig riktning.